# Nõmme Kalju FC
Nõmme Kalju FC är en estländsk fotbollsklubb baserad i Nõmme i Tallinn.

## Historia
Nõmme Kalju grundades 1923 och var aktiv tills Andra världskriget. Klubben återuppstod 1997 och startade i den norra delen av femtedivisionen. 2002 blev Kuno Tehva president och Nõmme Kalju började klättra i divisionerna. 2005 hade man tagit sig till andradivisionen, Esiliiga. 2007 slutade man sexa och fick möta Kuressaare i playoff om en plats i Meistriliiga. Första matchen förlorade man med 1-0 men vann sedan returen på bortaplan med 2-1 och avancerade genom fler mål på bortaplan.
Till debuten i högstaligan storsatsade klubben och värvade 16 nya spelare. Första säsongen blev också lyckad då man slutade fyra. Ingemar Teever vann dessutom skytteligan med 23 mål. Inför säsongen 2011 skedde en ny storsatsning då klubben värvade de estländska landslagsspelarna Kristen Viikmäe, Alo Bärengrub, Tarmo Neemelo och Eino Puri. Klubben kom 2:a, sju poäng bakom segrarna Flora. Under 2012 vann klubben till slut Meistriliiga för första gången, nio poäng före Levadia.
Genom ligaguldet så gjorde man debut i Champions League säsongen 2013/14, där man åkte ut i den tredje kvalomgången efter totalt 2-10 mot tjeckiska Viktoria Plzeň. Nõmme Kalju lyckades inte försvara sitt ligaguld, då man kom tvåa trots att Vladimir Voskoboinikov vann skytteligan med 23 mål.
2015 vann laget den estländska cupen genom en 2-0-seger mot Paide Linnameeskond i finalen.

## Meriter
- Meistriliiga: 2012, 2018
- Estländska cupen: 2015

## Placering tidigare säsonger
| Säsong | Nivå | Liga         | Pos. | Webbplats |
| ------ | ---- | ------------ | ---- | --------- |
| 2008   | 1    | Meistriliiga | 4    | [ 6 ]     |
| 2009   | 1    | Meistriliiga | 5    | [ 7 ]     |
| 2010   | 1    | Meistriliiga | 4    | [ 8 ]     |
| 2011   | 1    | Meistriliiga | 2    | [ 9 ]     |
| 2012   | 1    | Meistriliiga | 1    | [ 10 ]    |
| 2013   | 1    | Meistriliiga | 2    | [ 11 ]    |
| 2014   | 1    | Meistriliiga | 4    | [ 12 ]    |
| 2015   | 1    | Meistriliiga | 3    | [ 13 ]    |
| 2016   | 1    | Meistriliiga | 3    | [ 14 ]    |
| 2017   | 1    | Meistriliiga | 3    | [ 15 ]    |
| 2018   | 1    | Meistriliiga | 1    | [ 16 ]    |
| 2019   | 1    | Meistriliiga | 3    | [ 17 ]    |
| 2020   | 1.   | Meistriliiga | 4    | [ 18 ]    |
| 2021   | 1    | Meistriliiga | 4    | [ 19 ]    |
| 2022   | 1    | Meistriliiga | 4    | [ 20 ]    |
| 2023   | 1    | Meistriliiga | 5    | [ 21 ]    |
| 2024   | 1    | Meistriliiga | 2    | [ 22 ]    |

## Tidigare spelare
| - Alo Bärengrub - Ken Kallaste - Risto Kallaste - Toomas Kallaste - Oliver Konsa - Toomas Krõm - Liivo Leetma - Joel Lindpere - Tarmo Neemelo - Jevgeni Novikov - Indro Olumets | - Igor Prins - Sander Puri - Ats Purje - Aleksander Saharov - Andrei Sidorenkov - Tihhon Šišov - Maksim Smirnov - Ingemar Teever - Sergei Terehhov - Kristen Viikmäe |